# Abdessamad Niani
Abdessamad Niani (ur. 27 maja 1995) – marokański piłkarz występujący na pozycji pomocnika w klubie Hassania Agadir.

## Kariera klubowa
W 2019 grał w drużynie Raja Beni Mellal.
15 sierpnia 2019 został zawodnikiem Youssoufii Berrechid. W Berrechidzie zadebiutował 27 października 2019 w meczu przeciwko Wydadowi Casablanca (3:1). Pierwszą bramkę strzelił 9 listopada 2019 w meczu przeciwko Rai Casablanca (3:2). Łącznie rozegrał w tym klubie 30 spotkań i 5 razy trafił do bramki przeciwnika.
5 sierpnia 2021 roku został zawodnikiem Hassanii Agadir. Debiut w tym zespole zaliczył 11 września 2021 roku w meczu przeciwko Rapide Oued Zem, wygranym 1:0. Zagrał ostatnie 27 minut meczu. Pierwszego gola strzelił 23 października 2021 roku w meczu przeciwko Youssoufii Berrechid, wygranym 1:0. Strzelił gola w 67. minucie. Pierwszą asystę zaliczył 25 listopada w meczu przeciwko Olympique Khouribga, przegranym 1:2. Asystował przy golu w 88. minucie. Łącznie do 20 grudnia 2021 roku rozegrał 12 meczów, strzelił gola i zaliczył asystę.

## Statystyki

### Klubowe
Stan na 20 grudnia 2021
| Sezon   | Klub                 | Kraj   | Rozgrywki | Mecze | Gole |
| ------- | -------------------- | ------ | --------- | ----- | ---- |
| 2019/20 | Youssoufia Berrechid | Maroko | GNF 1     | 20    | 4    |
| 2020/21 | Youssoufia Berrechid | Maroko | GNF 1     | 21    | 2    |
| 2021/22 | Hassania Agadir      | Maroko | GNF 1     | 12    | 1    |